# Yuki Takahashi (moto)
Pour les articles homonymes, voir Takahashi.
Ne doit pas être confondu avec Yūki Takahashi (lutte).
Yuki Takahashi (高橋 裕紀, né le 12 juillet 1984 à Saitama au Japon) est un pilote de vitesse moto japonais. 

## Biographie
En 2009 il fera ses grands débuts en catégorie MotoGP avec l'équipe Scot Racing Team sur une Honda privée. Il a passé toute sa carrière chez Honda.